# Mató
Pour les articles homonymes, voir Mato (homonymie).
Le  mató est un fromage à pâte fraîche. Il est moins gras que la moyenne des autres fromages. Il est fabriqué artisanalement en faisant bouillir du lait et en le coagulant avec du cardon, un végétal, du jus de citron ou de la présure animale. Le produit résultant coagulé est filtré dans un drap ou dans un récipient en osier ou en roseau. On obtient alors une masse pâteuse et légèrement douce à cause de la concentration en lactose. Bien qu'aujourd'hui l'usage du lait de vache soit le plus répandu, les pratiques anciennes de fabrication de fromages de chèvre et de brebis perdurent.
Le mató apparaît déjà dans le livre de Sent Soví du XIVe siècle qui recense toutes les recettes de l'époque. Ce fromage était populaire au Moyen Âge. Il pouvait être consommé naturel ou parfumé avec par exemple de l'eau de fleur d'oranger.

## Miel et mató
Le Miel et mató est un dessert simple qui se prépare avec un morceau de mató accompagné par du miel. C'est l'un des plats emblématiques de Catalogne.

## Fromages similaires
Ce fromage ou ses variantes sont connus sous d'autres appellations. En Provence, on a la brousse et en Corse le brocciu. En Italie, certaines ricottas ressemblent au mató, et en patois vosgien, on l'appelle le mantan.